# Geoff Whitehorn
Geoffrey Charles " Geoff " Whitehorn (født 29. august 1951, London, England) er en guitarist og singer-songwriter, der blandt andre har været medlem af If, Crawler og Procol Harum.

## Karriere
I august 1973 blev Whitehorn medlem af det banebrydende britiske jazz-rockband, If i dettes tredje og sidste konstellation. Han optrådte på deres to sidste albums, Not Just Another Bunch of Pretty Faces (1974) og Tea Break Over, Back on Your 'Eads (1975). I denne periode indspillede han sit første soloalbum, Whitehorn (1974, Stateside), med If-medlemmerne Dick Morrissey og Cliff Davies . Dette blev efterfulgt af to stort set instrumentale soloalbums, Big in Gravesend og Geoff Who? som han også genindspillede og udvidede som Geoff Who? 2002 . I 1976–1979 spillede Whitehorn i bandet Crawler (tidligere kendt som Back Street Crawler ) og erstattede bandets grundlægger Paul Kossoff efter sidstnævnte død.
I 1979 sluttede Whitehorn sig til Roger Chapmans band The Shortlist. Dette band turnerede i udstrakt grad i Europa og indspillede ti albums med Chapman som vokal. Whitehorns spil i bandet var inspireret af jazz - harmonier. Han forlod Shortlist i 1988, men har senere optrådt med Chapman i flere forskellige konstellationer.
I 1991 blev han medlem af gruppen Procol Harum, og er nu den, der har været næst længst medlem (efter grundlæggeren Gary Brooker). Han har således spillet på alle deres seneste optagelser, såsom The Long Goodbye, One More Time - Live i Utrecht 1992, The Well's on Fire og Novum samt på Procol Harums live DVD, optaget i Greve, Danmark og på Union Chapel (koncert fredag den 12. december 2003). Ligeledes medvirker han på optagelsen med et symfoniorkester i 2006 på Ledreborg Slot. Han ændrede i sine medvirken hos bandet sin stil til mere klassisk rock- solo-præstationer.
Whitehorn har også bidraget til optagelser og forestillinger hos andre kunstnere, såsom Bad Company, Jethro Tull, Kevin Ayers, Elkie Brooks, The Who, Roger Waters, Manfred Mann's Earth Band, Paul McCartney, Billy Ocean og Paul Rodgers . I 2007 arbejdede han sammen med Elkie Brooks på hendes turné i Storbritannien. Siden da har Geoff spillet regelmæssigt med Gambler og for nylig The Strumbums.
Ekstraordinære optrædener med Free's All Right Now (med Paul Rogers), The Who's Quadrophenia i Hyde Park og New York, hvor han spiller hovedrollen (mens Pete Townshend spiller akustisk), Led Zeppelins Stairway to Heaven (med Never the Bride og British Rock Symphony) kan findes på internettet

## Eksterne links
- Procol Harum.com-biografi om Geoff Whitehorn
- Interview med Geoff Whitehorn om hans karriere, herunder venskab med Chris Thompson og arbejde med Manfred Mann's Earth Band Arkiveret 26. februar 2020 hos  Wayback Machine